# 清朝功臣爵位列表
清朝功臣爵位分王、公、侯、伯、子、男六级，其中王爵分亲王、郡王二等，為宗室爵位，公爵至男爵各分为三等，共计二十等。恩荫和加衔爵位则分为轻车都尉、骑都尉、云骑尉、恩骑尉四级八等。与前代不同的是，所有的封爵只加美号，不加国号、邑号，如睿亲王、勇毅侯之类。

## 爵位品级
乾隆十六年定制，功臣爵位为以下二十七等：
1. 公，分一至三等公，超品
2. 侯，分一等侯兼一云骑尉及一至三等侯．超品；
3. 伯，分一等伯兼一云骑尉及一至三等伯，超品；
4. 子，分一等子兼一云骑尉及—至三等子，正一品；順治四年（1647年）定名「精奇尼哈番」（穆麟德轉寫：jingkini hafan），乾隆元年（1736年）定漢名「子」。
5. 男，分一等男兼一云骑尉及一至三等男，正二品；順治四年（1647年）定名「阿思哈尼哈番」（穆麟德轉寫：ashan -i hafan），乾隆元年（1736年）定漢名「男」。
6. 轻车都尉，分—等轻车都尉兼一云骑尉及—至三等轻车都尉，正三品；順治四年（1647年）定名「阿達哈哈番」（穆麟德轉寫：adaha hafan），乾隆元年（1736年）定漢名「輕車都尉」。
7. 骑都尉，分骑都尉兼一云骑尉及骑都尉，正四品；順治四年（1647年）定名「拜他喇布勒哈番」（穆麟德轉寫：baitalabure hafan），乾隆元年（1736年）定漢名「騎都尉」。
8. 雲骑尉，正五品；順治四年（1647年）定名「拖沙喇哈番」（穆麟德轉寫：tuwašara hafan），乾隆元年（1736年）定漢名「雲騎尉」。
9. 恩骑尉，正七品；乾隆十六年（1751年）增定。

| 官品   | 天命5年（1620年） | 天聰8年（1634年）             | 順治元年（1644年）            | 乾隆元年（1736年）                        | 乾隆16年（1751年）                        |
| ------ | ----------------- | ----------------------------- | ----------------------------- | ----------------------------------------- | ----------------------------------------- |
| 超品   | 五備御之总兵官    | 一等公                        | 一等-三等公                   | 一等-三等公                               | 一等-三等公                               |
| 超品   |                   |                               | 一等-三等侯                   | 一等侯兼一雲騎尉・一等-三等侯             | 一等侯兼一雲騎尉・一等-三等侯             |
| 超品   | 一等-三等伯       | 一等伯兼一雲騎尉・一等-三等伯 | 一等伯兼一雲騎尉・一等-三等伯 |                                           |                                           |
| 正一品 | 一等-三等总兵     | 一等-三等昂邦章京             | 一等-三等精奇尼哈番           | 一等子兼雲騎尉・一等-三等子               | 一等子兼雲騎尉・一等-三等子               |
| 正二品 | 一等-三等副将     | 一等-三等梅勒章京             | 一等-三等阿思哈尼哈番         | 一等男兼一雲騎尉・一等-三等男             | 一等男兼一雲騎尉・一等-三等男             |
| 正三品 | 一等-二等参将     | 一等-三等甲喇章京             | 一等-三等阿達哈哈番           | 一等轻車都尉兼一雲騎尉・一等-三等轻車都尉 | 一等轻車都尉兼一雲騎尉・一等-三等轻車都尉 |
| 正三品 | 游撃              | 一等-三等甲喇章京             | 一等-三等阿達哈哈番           | 一等轻車都尉兼一雲騎尉・一等-三等轻車都尉 | 一等轻車都尉兼一雲騎尉・一等-三等轻車都尉 |
| 正四品 | 備御              | 一等-二等牛録章京             | 一等-二等拜他喇布勒哈番       | 一等騎都尉兼一雲騎尉・騎都尉              | 一等騎都尉兼一雲騎尉・騎都尉              |
| 正五品 |                   |                               | 拖沙喇哈番                    | 雲騎尉                                    | 雲騎尉                                    |
| 正七品 |                   |                               |                               |                                           | 恩騎尉                                    |

### 爵位俸禄
1. 一等公岁支俸银700两
2. 二等公685两
3. 三等公660两
4. 一等侯又一云骑尉635两
5. 一等侯610两
6. 二等侯585两
7. 三等侯560两
8. 一等伯又一云骑尉535两
9. 一等伯510两
10. 二等伯485两
11. 三等伯460两
12. 一等子又一云骑尉435两
13. 一等子410两
14. 二等子385两
15. 三等子360两
16. 一等男又一云骑尉335两
17. 一等男310两
18. 二等男285两
19. 三等男260两
20. 一等轻车都尉又一云骑尉235两
21. 一等轻车都尉210两
22. 二等轻车都尉185两
23. 三等轻车都尉160两
24. 骑都尉又一云骑尉135两
25. 骑都尉110两
26. 云骑尉85两
27. 恩骑尉45两

不列等世职俸禄
1. 闲散公255两
2. 闲散侯230两
3. 伯品级世职205两
4. 子品级世职180两
5. 男品级世职155两
6. 轻车都尉品级世职130两
7. 骑都尉品级世职105两
8. 云骑尉品级世职80两

## 王爵
汉人异姓封王者：
1. 吴三桂（顺治元年五月，平西，康熙元年晋封亲王，封地是云南和贵州）
2. 孔有德（顺治六年五月，定南，封地是广西）
3. 耿仲明（顺治六年五月，靖南，封地是福建）
4. 尚可喜（顺治六年五月，平南，康熙十四年正月晋封亲王，封地是广东）
5. 孙可望（顺治十四年十二月，义）
6. 张勋 （宣统九年五月十三日，封忠勇親王）

赠王者
1. 扬古利（崇德二年正月由超品公赠）
2. 黄芳度（一等海澄公黄梧子，康熙十五年三月由袭爵赠）
3. 傅恒（嘉庆元年五月由一等忠勇公追赠）
4. 福康安（嘉庆元年五月由嘉勇忠锐贝子赠）

## 公爵

### 超品公
封超品公者：
1. 扬古利（天聪八年五月，后赠王。崇德中子塔瞻降袭一等公，英诚）。

### 一等公
封一等公者：（有承恩二字者與其他人不同，多因是皇后之父而封）
1. 图赖（顺治三年五月，雄勇）
2. 谭泰（顺治八年闰二月）
3. 遏必隆（二等公图尔格弟，顺治九年正月由袭爵晋封。康熙六年七月复于原封一等公外加封）
4. 衮布（三等公和硕图孙，顺治九年正月由袭爵晋封。康熙中从子增寿仍袭三等）
5. 额尔克戴青（三等子恩格德尔子，顺治九年七月由袭爵晋封，后降二等）
6. 索尼（康熙六年闰四月于原封一等伯外加封）
7. 黄梧（康熙六年五月，海澄）
8. 鳌拜（康熙六年七月于原封二等公外加封，超武）
9. 噶布喇（康熙十三年十二月，承恩）
10. 佟国维（康熙二十八年七月，承恩）
11. 费扬古（三等伯鄂硕子，康熙三十六年七月由袭爵以军功晋封。后其子陈泰降袭一等侯，昭武）
12. 臼启（雍正元年二月，承恩）
13. 年遐龄（雍正二年三月）
14. 年羹尧（雍正二年三月）
15. 五格（雍正十三年十月，承恩）
16. 凌柱（雍正十三年十一月，承恩，因是孝聖憲皇后生父而追封一等公）
17. 讷亲（二等公图尔格从孙，雍正十三年十二月由袭爵晋封）
18. 富文（乾隆十三年五月，承恩）
19. 傅恒（乾隆十四年正月，忠勇，后追封郡王）
20. 班第（乾隆二十年五月，诚勇）
21. 萨喇尔（乾隆二十年五月，超勇。寻削，后封二等伯）
22. 策楞（乾隆二十一年二月，旋撤）
23. 兆惠（乾隆二十三年十一月，武毅谋勇）
24. 明瑞（一等承恩公富文子，乾隆二十四年三月由袭爵以军功加号毅勇，三十三年正月加号诚嘉）
25. 阿里衮（二等果毅公图尔格从孙，乾隆二十四年三月由袭爵以军功晋封）
26. 豐昇額（一等果毅公阿里衮子，乾隆四十一年正月由袭爵以军功加号继勇）
27. 阿桂（乾隆四十一年正月，诚谋英勇）
28. 福康安（乾隆五十三年十二月，嘉勇。五十八年五月加号忠锐。六十年十月晋封贝子，后赠郡王）
29. 孙士毅（乾隆五十三年十二月，谋勇。寻削，后封三等男，赠公）
30. 海兰察（乾隆五十七年九月，超勇）
31. 勒保（嘉庆三年八月。寻削，后封一等伯，赠侯）
32. 和珅（嘉庆三年八月，忠襄）
33. 长龄（道光十七年十一月，威勇）
34. 德懋（同治元年三月，承恩）
35. 黎元洪（宣統九年五月十三日，封为一等公）

赠一等公者：
1. 费英东（顺治十六年正月由三等子追封三等公，乾隆四十三年追晋，信勇）
2. 佟图赖（康熙十六年八月由三等子赠，承恩）
3. 西哈（康熙三十六年）
4. 图海（康熙六十一年十二月由三等公追晋，忠达）
5. 佟养真（雍正元年四月，承恩）
6. 额布根（雍正元年二月，承恩）
7. 额参（雍正元年二月，承恩）
8. 魏武（雍正元年二月，承恩）
9. 费扬古（雍正元年三月，承恩）
10. 赍塔（雍正五年十月由赠一等男追晋，褒绩）
11. 透讷（雍正十三年十月，承恩）
12. 巴图鲁布克查（雍正十三年十月，承恩）
13. 额宜腾（雍正十三年十一月，承恩）
14. 吴禄（雍正十三年十一月，承恩）
15. 音德（二等公图尔格弟子，乾隆元年由袭爵赠）
16. 李荣保（乾隆二年十二月，承恩）
17. 哈什屯（乾隆十三年五月，承恩）
18. 米思翰（乾隆十三年五月，承恩）
19. 讷尔布（乾隆十五年八月，承恩）
20. 和琳（嘉庆元年九月由一等宣勇伯赠）
21. 恭保（嘉庆六年四月，承恩）
22. 庆祥（赠三等义烈公纳穆扎尔孙，道光六年九月由袭爵赠）

### 二等公
封二等公者：
1. 英俄尔岱（一作英古尔代，顺治四年六月）
2. 鳌拜（顺治九年二月，后于原封外加封一等公）
3. 额尔克戴青（顺治十一年由一等公降）
4. 罗璧（一等伯程尼叔父，顺治十二年七月以世职兼袭爵并封）

赠二等公者：
1. 图尔格（顺治九年正月由三等公赠，果毅）

### 三等公
封三等公者：
1. 和硕图（三等子何和哩子，天聪二年由袭爵以军功晋封，勇勤）
2. 武纳格（一作吴讷黑）（天聪八年五月）
3. 图尔格（崇德八年十月，后追晋二等）
4. 阿山（顺治二年三月，后降一等子）
5. 宗室拜音图（顺治三年五月）
6. 图海（康熙十五年八月，后追晋一等）
7. 岳钟琪（雍正二年三月封，十年削，乾隆十四年三月复封，威信）
8. 玛木特（乾隆二十年五月，信勇）
9. 花沙布（嘉庆四年四月，承恩）
10. 盛住（嘉庆四年四月，承恩）
11. 额勒登保（嘉庆十年八月，威勇）
12. 德楞泰（嘉庆十四年正月，继勇）
13. 恭阿拉（嘉庆十七年十二月，承恩）
14. 广科（咸丰十一年十二月，承恩）
15. 照祥（咸丰十一年十二月，承恩）
16. 崇绮（同治十三年六月，承恩）
17. 桂祥（光绪十四年十月，承恩）

赠三等公者：
1. 何和哩（天聪中由三等子赠）
2. 多尼库鲁格（崇德七年由一等子赠，建烈）
3. 陈福（康熙十四年十二月由三等男赠。子世琳袭三等子）
4. 恩格德尔（雍正七年正月由三等子赠，奉义。乾隆九年其裔孙降袭一等侯）
5. 纳穆扎尔（乾隆二十四年四月由一等伯赠，义烈）
6. 清泰（乾隆六十年十二月，承恩）
7. 和尔经额（嘉庆元年二月，承恩）
8. 嗣兴（嘉庆四年四月，承恩）
9. 武士宜（嘉庆四年四月，承恩）
10. 爱星阿（嘉庆四年五月，承恩）
11. 常安（嘉庆四年五月，承恩）
12. 布彦达赍（道光元年九月，承恩）
13. 富泰（道光三十年十一月，承恩）
14. 兴德（咸丰□年□月，承恩）
15. 昆山（咸丰□年□月，承恩）
16. 花良阿（咸丰□年□月，承恩）
17. 颐龄（咸丰□年□月，承恩）
18. 明山（同治元年八月，承恩）
19. 祺昌（同治元年八月，承恩）
20. 策普坦（同治元年八月，承恩）
21. 福克精阿（同治元年八月，承恩）
22. 穆扬阿（同治元年八月，承恩）
23. 吉朗阿（同治元年八月，承恩）
24. 景瑞（同治元年八月，承恩）
25. 惠徵（同治元年八月，承恩）

### 无等级公
封公不言等者：
1. 额亦都（崇德元年由一等子赠）
2. 沈志祥（崇德四年十月，续顺）
3. 郑成功（顺治十年五月，海澄）
4. 白文选（康熙元年十一月，承恩）
5. 孙徵灏（义王孙可望子，康熙十一年七月降袭，慕义）
6. 郑克塽（郑经子，康熙二十二年十二月授公衔）
7. 孙士毅（嘉庆元年七月由三等男赠，孙均袭封伯）

## 侯爵

### 一等侯
封一等侯者：
1. 伊尔德（顺治十四年九月。雍正初其裔孙降袭二等伯，宣义）
2. 张勇（康熙十五年八月，靖逆）
3. 田象坤（二等侯田雄弟子，康熙二十五年七月由袭爵以军功晋封）
4. 陳泰（康熙四十年十二月，昭武）
5. 朱之琏（雍正二年十二月，延恩）
6. 富宁安（雍正五年正月）
7. 讷苏肯（乾隆十五年八月，承恩）
8. 富德（乾隆二十四年十一月，成勇靖远）
9. 福长安（嘉庆三年八月）
10. 德楞泰（嘉庆七年十二月，繼勇）
11. 杨芳（道光十三年九月，果勇。后降二等）
12. 杨遇春（道光十五年五月，昭勇）
13. 恩德（咸丰□年□月，承恩）
14. 曾国藩（同治三年六月，毅勇）
15. 袁世凯（宣统三年十二月。未受封）

赠一等侯者：
1. 马得功（康熙四年由三等侯赠，顺勤）
2. 明安（雍正七年二月由二等伯赠，恭诚）
3. 勒保（嘉庆二十四年八月由一等威勤伯赠）
4. 李鸿章（光绪二十七年九月由一等肃毅伯赠）

### 二等侯
封二等侯者：
1. 田雄（顺治十八年三月，顺义）
2. 杨芳（道光十四年十二月由一等降，果勇）
3. 左宗棠（光绪四年二月，恪靖）

### 三等侯
封三等侯者：
1. 吳拜（一作武拜，顺治八年正月。寻削，后封一等子）
2. 李国翰（三等男李继学子，顺治十年闰六月由袭爵以军功晋封。雍正七年其裔孙降袭三等伯，懋烈）
3. 马得功（顺治十八年三月。后赠一等）
4. 施琅（康熙二十二年九月，靖海）
5. 和隆武（赠一等伯和起子，乾隆四十一年正月由袭一等予以军功晋封，果勇）
6. 明亮（嘉庆二十四年十一月，襄勇）

赠三等侯者：
1. 巴世泰（顺治九年四月由一等伯赠）

### 无等级侯
封侯不言等者：
1. 唐通（顺治元年十一月，定西。后改一等子）
2. 吴惟华（顺治二年五月，恭顺）
3. 郑芝龙（顺治十年五月，同安）
4. 谭宏（顺治十六年四月，慕义）
5. 谭诣（顺治十六年四月，向化）
6. 郑鸣骏（康熙二年八月，遵义）
7. 林兴珠（康熙十七年闰三月，建义）

## 伯爵

### 一等伯
封一等伯者：
1. 冷僧机（顺治七年）
2. 索尼（顺治九年正月，翊烈。后于原封外加封一等公）
3. 巴世泰（三等子图鲁什子，顺治九年正月由袭爵晋封。后赠三等侯）
4. 莽古尔代（顺治九年正月）
5. 伊理布（三等伯阿济格尼堪子，顺治九年正月由袭爵晋封）
6. 穆赫林（一等子冷格里孙。同上）
7. 程尼（三等子劳萨子。同上）
8. 班肫（一等子布尔哈都子。同上）
9. 巴颜（一作霸彦。三等子李永芳子。同上，昭信）
10. 石廷柱（顺治九年正月，后降三等）
11. 车尔布（一等子叶臣子，顺治十四年九月由袭爵以军功晋封。后降三等）
12. 鄂尔泰（雍正十年二月。后降三等男，复封至三等伯）
13. 傅良（二等伯马齐子，乾隆十三年七月以世职兼袭爵并封）
14. 纳穆扎尔（乾隆二十一年十二月，勤襄。后赠三等公）
15. 柴大纪（乾隆五十二年十一月，义勇）
16. 和琳（乾隆六十年十月，宣勇。后赠一等公）
17. 勒保（嘉庆七年十二月，威勤。后赠一等侯）
18. 官文（同治三年六月，果威）
19. 曾国荃（同治三年六月，威毅）
20. 李鸿章（同治三年六月，肃毅。后赠一等侯）

赠一等伯者：
1. 傅清（乾隆十五年十一月。子明仁袭一等子）
2. 拉布敦（乾隆十五年十一月。子根敦袭一等子）
3. 和起（乾隆二十二年六月。子和隆武袭一等子）
4. 温福（乾隆三十八年六月。旋撤）
5. 赵良栋（乾隆四十七年由一等子追晋）
6. 伊勒图（乾隆五十年七月）

### 二等伯
封二等伯者：
1. 伊尔登（顺治九年正月）
2. 明安（顺治九年正月，后追晋一等侯）
3. 都赖（一作都雷，顺治九年正月）
4. 纳海（二等子哈山予，顺治十二年十一月以世职兼袭爵并封）
5. 郑缵绪（康熙二年八月。寻改封慕恩伯）
6. 卓罗（赠三等男巴都里子，康熙二年十二月由袭爵以军功晋封，昭毅）
7. 马齐（康熙六十一年十二月，敦惠）
8. 永庆（二等伯卓罗裔孙，乾隆二十四年十二月由降袭三等伯以军功晋封）
9. 萨喇尔（乾隆二十四年十二月，超勇）

### 三等伯
封三等伯者：
1. 阿济格尼堪（顺治七年正月，襄宁）
2. 马思文（一等子马光远弟子，顺治九年正月由袭爵晋封）
3. 六十（二等子佟养性子，顺治九年正月由袭爵晋封）
4. 噶尔玛僧额（二等子索诺穆子，顺治九年正月由袭爵晋封）
5. 阿喇密（一等子准塔弟，顺治九年正月由袭爵晋封）
6. 线国安（顺治十一年九月）
7. 鄂硕（顺治十四年二月）
8. 石廷柱（顺治十四年八月由一等降）
9. 周全斌（康熙三年四月。寻改封承恩伯）
10. 车尔布（康熙三年闰六月由一等降，威靖）
11. 王之鼎（二等子王世选子，康熙九年二月由袭爵以军功晋封，诚武）
12. 公图（一作龚图，一等子爱音塔穆子，康熙三十六年七月由袭爵以军功晋封）
13. 鄂尔泰（乾隆二年十二月，襄勤）
14. 张廷玉（乾隆二年十二月，勤宣）
15. 黄廷桂（乾隆二十三年十二月，忠勤）
16. 鄂尔奇达（乾隆二十七年五月，敬勤）
17. 景安（嘉庆二年二月）

赠三等伯者：
1. 觉罗莫洛浑（赠一等子顾纳岱予，康熙二年二月由袭爵赠）
2. 巴都里（康熙初由赠三等男追晋）
3. 阿喇纳（一等子哈岱孙，雍正二年二月由袭爵赠，诚毅）
4. 许世亨（乾隆五十四年四月由一等子赠，壮烈）
5. 李长庚（嘉庆十三年正月，壮烈）

### 无等级伯
封伯不言等者：
1. 郑鸿逵（顺治十年五月，奉化）
2. 陈豹（康熙二年二月，慕化）
3. 郑缵绪（康熙二年十月，慕恩）
4. 陈辉（康熙三年正月，慕仁）
5. 周全斌（康熙三年五月，承恩）
6. 黄廷（康熙三年六月，慕义）
7. 马承荫（康熙十八年八月）
8. 刘国轩（康熙二十三年十二月）
9. 冯锡范（康熙二十三年十二月）
10. 王得禄（道光二十二年三月由二等子赠）

## 子爵
按，清初无子爵名称。曰总兵，曰昂邦章京，曰精奇尼哈番者，乾隆元年均定为子爵。原封诸人悉据《皇朝文献通考·封建考》改定名称列入

### 一等子
封一等子者：
1. 额亦都（天命中，后赠公）
2. 多尼库鲁格（天命中。后赠三等公）
3. 冷格里（一作楞额里，天聪元年）
4. 马光远（天聪八年）
5. 达尔汉（崇德元年）
6. 郭尔图车臣（崇德元年）
7. 布尔哈都（崇德元年）
8. 叶臣（崇德二年）
9. 俄尔克奇代青（崇德七年）
10. 许定国（顺治二年）
11. 阿山（顺治三年正月由已削三等公封）
12. 德参济旺（顺治四年三月）
13. 左梦庚（顺治五年八月）
14. 董学礼（顺治五年八月）
15. 唐通（顺治五年八月）
16. 苏拜（顺治八年正月。寻削，后封一等男）
17. 罗什（顺治八年正月）
18. 噶尔玛苏索诺木（顺治八年闰二月）
19. 沃赫（一作倭黑，三等子费英东孙，顺治九年正月由袭爵晋封。后晋袭三等公）
20. 赖达库（赠三等男安达理子，顺治九年正月由袭爵晋封）
21. 拜山（赠三等子霸奇兰尔子。同上）
22. 多尔济（三等子色棱布笃马子。同上）
23. 绰尔济（三等男多尔济弟。同上）
24. 祖永烈（三等子祖可法子。同上）
25. 阿尔津（顺治九年正月）
26. 多尔机达尔汉诺颜（顺治九年正月）
27. 塔什盖护鲁格（顺治九年正月）
28. 色楞车臣（顺治九年正月）
29. 祖泽洪（顺治九年正月）
30. 范文程（顺治九年正月）
31. 祖泽润（顺治九年正月）
32. 张存仁（顺治九年正月）
33. 古尔布什（一作顾尔布锡。顺治九年十一月）
34. 陈泰（顺治十二年六月）
35. 敦拜（顺治十三年闰五月）
36. 爱音塔穆（赠一等男穆克谭子。顺治十三年闰五月由袭爵以军功晋封）
37. 苏明（顺治十三年）
38. 哈岱（赠三等子巴赖都尔莽鼐子。顺治十四年九月由袭爵以军功晋封）
39. 武拜（顺治十六年三月）
40. 马尔赛（二等男谭拜子。顺治十七年七月由袭爵以军功晋封）
41. 博通鄂（三等子珠玛喇子，康熙元年三月以世职兼袭爵并封）
42. 胡有升（康熙三年十月）
43. 阿南达（一等男图霸子，康熙五年六月以世职兼袭爵并封）
44. 觉罗席特库（赠三等男拜三孙、二等子顾纳岱弟子，康熙八年十月由兼袭两爵并封）
45. 巴泰（康熙九年十一月）
46. 和善（三等男诺木奇从孙，康熙十年五月以世职兼袭爵并封）
47. 班达尔沙（一等男博思希从弟，康熙十八年三月以世职兼袭爵并封）
48. 阿里浑（二等子叟格都兰孙，康熙二十五年二月由袭爵以军功晋封）
49. 马锡泰（一等男逊塔子，康熙二十五年六月由袭爵以军功晋封）
50. 赵良栋（康熙三十四年四月。后追晋一等伯）
51. 年羹尧（雍正二年三月于一等公外加封）
52. 多尔机（三等子班惕思希布子，雍正三年四月由袭爵以军功晋封）
53. 佟瑁（二等子佟养性曾孙，雍正七年五月以世职兼袭爵并封）
54. 夏冕（二等子夏璞孙，乾隆元年由降袭三等子兼世职晋封）
55. 丰伸额（乾隆四十年正月于所袭一等公外加封）
56. 许世亨（乾隆五十三年十二月。后赠三等伯）
57. 徐广缙（道光二十九年四月）
58. 李臣典（同治三年六月）
59. 鲍超（同治三年十月）

赠一等子者：
1. 绰和诺（天聪五年）
2. 代音布（天聪八年）
3. 准塔（顺治五年六月由三等子赠）
4. 觉罗顾纳岱（顺治七年五月由二等子赠）
5. 王进宝（乾隆四十七年由三等子追晋）
6. 佛住（赠三等子三泰子，嘉庆二年正月由袭爵赠）

### 二等子
封二等子者：
1. 佟养性（天命六年）
2. 索诺穆（天命中）
3. 喀克都哩（天聪三年）
4. 巴赛卓尔齐泰（顺治二年七月）
5. 叟格都兰（顺治三年五月）
6. 觉罗顾纳岱（顺治四年。后赠一等）
7. 刘良佐（顺治五年八月）
8. 鄂罗塞臣（顺治六年）
9. 觉罗塞勒（顺治七年三月）
10. 王世选（顺治七年三月）
11. 阿郁实（三等子巴拜子。顺治七年三月由袭爵晋封）
12. 夏璞（三等子夏成德子。同上）
13. 博尔惠（顺治八年正月）
14. 哈山（顺治九年正月）
15. 都尔玛（一作杜鲁麻占）（顺治九年正月）
16. 达运（顺治九年正月）
17. 光泰（顺治九年正月）
18. 明安达理（顺治九年正月）
19. 多尔吉（三等子毕喇希子，顺治九年正月由袭爵晋封）
20. 锦布（赠一等男翁阿代弟子。顺治十年三月由袭爵晋封）
21. 尼堪（顺治十年五月）
22. 苏克萨哈（顺治十三年八月）
23. 沙里代（一作沙尔代。三等男沙济弟，顺治十五年五月以世职兼袭爵并封）
24. 硕色纳（康熙四年八月）
25. 王用予（三等子王进宝子，康熙二十□年以世职兼袭爵并封）
26. 固宁阿（赠三等子劳萨五世孙，乾隆十三年五月由袭爵晋封）
27. 王得禄（嘉庆十四年九月。后赠伯）
28. 马济胜（道光十三年十二月）
29. 刘辏（二等轻车都尉赠骑都尉兼一云骑尉又加赠一等轻车都尉刘松山子，光绪□年以袭职并封）

赠二等子者：
1. 博波图（顺治中）

### 三等子
封三等子者：
1. 康果礼（天命前）
2. 费英东（天命四年。后追晋一等公）
3. 何和哩（天命中。后追晋三等公）
4. 扈尔汉巴拜、李永芳（均天命中）
5. 恩格德尔（天聪九年。后追晋三等公）
6. 噶尔玛叶尔登（崇德元年）
7. 色棱布笃马（崇德元年）
8. 毕喇希（崇德元年）
9. 吴巴海（崇德二年）
10. 夏成德（顺治元年二月）
11. 多尔济（顺治二年二月）
12. 齐墨克图（三等公武纳格子。顺治二年由降袭一等男兼世职并封）
13. 刘泽清（顺治二年九月）
14. 准塔（顺治三年四月。后赠一等）
15. 固鲁格（顺治四年七月）
16. 李本深（顺治五年八月）
17. 郑芝龙（顺治五年八月）[1][2]
18. 何洛会（顺治六年）
19. 祖可法（顺治七年三月）
20. 张天禄（顺治八年五月）
21. 任珍（顺治八年）
22. 佟图赖（顺治九年正月。后赠一等公）
23. 觉善马喇希（顺治九年正月）
24. 张大猷（顺治九年正月）
25. 曹恭诚（顺治九年正月）
26. 吴应熊（顺治九年正月）
27. 固鲁（三等男图尔奇业尔登子，顺治九年正月由袭爵晋封）
28. 克什图（一等男恩格图兄子。同上）
29. 孙有光（三等男孙得功子。同上）
30. 希福（顺治九年四月）
31. 刘之源（顺治九年十一月）
32. 全节（顺治十一年九月）
33. 丹代（一等男阿哈尼堪子，顺治十二年三月以世职兼袭爵并封）
34. 珠玛喇（顺治十三年闰五月）
35. 隆古（一等男绰尔门子，顺治十三年闰五月由袭爵以军功晋封）
36. 吕应学（二等男吕国宝子。顺治十四年八月由袭爵晋封）
37. 班惕思希布（一等男色棱子，顺治十四年九月由袭爵以军功晋封）
38. 傅夸禅（康熙四年二月）
39. 绰尔济（康熙六年正月）
40. 王辅臣（康熙十三年二月）
41. 王进宝（康熙十九年十二月。后追晋一等）
42. 托克塔哈尔（一等男图美子，康熙三十六年七月由袭爵以军功晋封）
43. 布纳海（赠一等男路什子。同上）
44. 明宝（一等男硕詹曾孙，雍正二年十二月由袭爵以军功晋封）
45. 额森特（乾隆四十六年六月）
46. 那彦成（嘉庆十八年十二月）
47. 绪光（二等轻车都尉加赠一等轻车都尉瑞昌子，同治□年以袭爵并封）

赠三等子者：
1. 图鲁什（天聪八年十一月由三等男赠）
2. 霸奇兰尔（天聪十年二月由一等男赠）
3. 劳萨（崇德七年八月由二等男赠）
4. 巴赖都尔莽鼐（崇德八年八月由一等男赠）
5. 白尔赫图（康熙十年三月由一等男赠）
6. 三泰（乾隆二十四年四月）
7. 王文雄（嘉庆五年八月）

### 无等级子
封子不言等者：
1. 郑袭（康熙中）[3]

## 男爵
按：清初无男爵名称。曰副将，曰梅勒章京，曰阿思哈尼哈番者，乾隆元年均定为男爵。原封诸人悉据《皇朝文献通考·封建考》改定名称列入

### 一等男
封一等男者：
1. 黑东格（天命中）
2. 博尔晋（天聪元年）
3. 霸奇兰尔（天聪九年。后赠三等子）
4. 巴赖都尔莽鼐（崇德元年。后赠三等子）
5. 绰尔门（崇德元年）
6. 集雅汉瞻（崇德元年）
7. 色棱（崇德元年）
8. 李尚友（崇德元年）
9. 巴特玛（顺治四年二月）
10. 刘忠（顺治五年八月）
11. 张天福（顺治五年八月）
12. 刘进忠（顺治五年八月）
13. 恩格图（顺治七年三月）
14. 博思希（三等男达尔汉和硕奇孙，顺治七年三月由袭爵晋封）
15. 桑格（二等男席特库子。同上）
16. 金维廷（赠二等男金玉和子。同上）
17. 哈什屯（顺治九年正月。后追赠一等公）
18. 觉罗瓦尔玛（顺治九年正月）
19. 多诺（顺治九年正月）
20. 阿禄哈（顺治九年正月）
21. 阿哈尼堪（顺治九年正月）
22. 雅赖（顺治九年正月）
23. 珠玛喇（顺治九年正月）
24. 硕詹（顺治九年正月）
25. 王国光（顺治九年正月）
26. 鄂莫格图（顺治九年正月）
27. 席特库（顺治九年正月）
28. 拉什哈布绰拜（顺治九年正月）
29. 邓长春（顺治九年正月）
30. 李思忠（顺治九年正月）
31. 张仲第（顺治九年正月）
32. 金砺（顺治九年正月）
33. 杨正泰（顺治九年正月）
34. 诺孟达赖（三等男巴尔巴图里尔子，顺治九年正月由袭爵晋封）
35. 庄机达（三等男高赫德弟。同上）
36. 格巴库（三等男布尔杭俄子。同上）
37. 诺木奇（赠三等男奇格特魏徵孙。同上）
38. 和尔浑（三等男布当子。同上）
39. 贾柱（三等男介桑贾尔呼齐尔子。同上）
40. 图霸（二等男吴巴什叔父。同上）
41. 图美（二等男俄尔介图叔父。同上）
42. 巴尔赛（二等男甘笃弟。同上）
43. 佟一鹏（三等男佟镇国子。同上）
44. 俄齐尔（三等男昂洪子。同上。后降二等）
45. 索尔和（三等男德尔格勒子。同上。后降二等）
46. 色尔格（顺治九年正月。后降三等，终二等）
47. 根图（二等男雍舜子，顺治九年十一月以世职兼袭爵并封）
48. 绰世禧（顺治十一年正月）
49. 额黑里（顺治十二年八月。后降三等）
50. 班际盛（赠二等男班秩福子，顺治十四年由袭爵晋封）
51. 李率泰（顺治十四年五月）
52. 吴喇禅（顺治十四年九月）
53. 根特（顺治十四年九月）
54. 孟尚志（顺治十五年十月）
55. 周文盛（顺治十五年十月）
56. 石玺（顺治十五年十月）
57. 刘武（顺治十五年十月）
58. 王月（顺治十五年十月）
59. 张承召（顺治十五年十月）
60. 杨惺先（顺治十五年十月）
61. 程万里（顺治十五年十月）
62. 陶岱（二等男努山子，顺治十六年二月以世职兼袭爵并封）
63. 苏拜（顺治十六年三月）
64. 果尔沁（顺治十七年）
65. 希尔根（顺治中）
66. 张化奇（顺治中）
67. 穆里玛（康熙二年）
68. 白尔赫图（康熙三年二月。后追晋三等子）
69. 逊塔（康熙三年二月）
70. 阿哈泰（康熙四年三月）
71. 佗泮（二等男巴朗弟。康熙二十五年二月由袭爵以军功晋封）
72. 巴汉（康熙二十五年七月）
73. 舒恕（二等男巴山子，康熙二十五年七月由袭爵以军功晋封）
74. 喇布介（二等男霸兰子。同上）
75. 班岱（二等男俄莫克图子。同上）
76. 巴锡（二等男索尔和从孙，康熙三十一年三月以世职兼袭爵并封）
77. 扎什（三等男额参侯亨从曾孙，康熙三十五年八月以世职兼袭爵并封）
78. 龚额（二等男阿慕古朗从子，康熙三十六年七月由袭爵以军功晋封）
79. 达尔占（一等男庄机达子，康熙五十二年十二月由降袭三等男以军功晋封）
80. 年羹尧（雍正二年十一月于一等公兼一等子外加封）
81. 奎林（乾隆四十一年正月于所袭一等公外加封）
82. 叶名琛（道光二十九年四月）
83. 萧孚泗（同治三年六月）
84. 双全（骑都尉赠一等轻车都尉兼一云骑尉多隆阿子，同治三年以袭职并封）
85. 刘铭传（同治七年七月）
86. 张荫清（三等轻车都尉赠骑都尉兼一云骑尉又加赠三等轻车都尉张国梁子，同治□年以袭职并封）
87. 刘锦棠（光绪二十年正月）

赠一等男者：
1. 慕克谭（天聪八年五月由三等男赠）
2. 翁阿代（三等男达珠瑚子，崇德六年由袭爵赠）
3. 徐勇（顺治十一年十一月由二等男赠）
4. 拜赛（顺治十八年由二等男赠）
5. 路什（康熙二十五年四月由二等男赠）
6. 色靖寇（康熙二十五年闰四月由二等男赠）
7. 赍塔（康熙二十五年五月。后晋赠一等公）
8. 孙思克（康熙三十九年八月）
9. 望吉尔（赠二等男衮出克古英六世孙，乾隆二十四年由袭爵赠）
10. 紮拉丰阿（乾隆三十三年三月）
11. 书麟（嘉庆六年三月）
12. 桂斌（赠二等男惠龄子，道光六年九月由袭爵赠）
13. 刘坤一（光绪二十八年九月）
14. 荣禄（光绪二十九年三月）

### 二等男
封二等男者：
1. 徐元勋（崇德元年）
2. 吕国宝（崇德元年）
3. 萨穆什喀（崇德三年）
4. 劳萨（崇德四年。后赠三等子）
5. 席特库（三等男舒赛孙，顺治三年四月由袭爵以军功晋封）
6. 张国柱（顺治五年八月）
7. 谭拜（顺治七年三月）
8. 星讷（顺治七年三月）
9. 吴什巴（顺治七年三月）
10. 甘笃（顺治七年三月）
11. 褚禄（三等男俄奇尔桑子，顺治七年三月由袭爵晋封）
12. 俄尔介图（三等男鄂本兑从孙。同上）
13. 陈奇谟（三等男陈邦选孙，同上）
14. 绰尔吉（三等男昂昆杜梭子。同上。后降三等）
15. 阿拉密（三等男纳穆泰子。同上。后降三等）
16. 武赖（一作吴赖）（顺治九年正月）
17. 努山（顺治九年正月）
18. 韩机（顺治九年正月）
19. 孙达哩（顺治九年正月）
20. 雍舜（顺治九年正月）
21. 霸兰（顺治九年正月）
22. 蓝拜（顺治九年正月）
23. 阿玉玺（顺治九年正月）
24. 阿赖（顺治九年正月）
25. 阿慕古朗（顺治九年正月）
26. 刘泽洪（顺治九年正月）
27. 张所养（顺治九年正月）
28. 吴国正（顺治九年正月）
29. 瑚沙（顺治九年正月。后降三等）
30. 谭布（顺治九年正月。后降三等）
31. 徐勇（顺治九年十月。后赠一等）
32. 索尔和（顺治九年由一等降）
33. 俄齐尔（顺治十一年正月。由一等降）
34. 费扬古（顺治十年三月）
35. 巴山（顺治十年三月）
36. 噶达洪（顺治十年三月）
37. 俄莫克图（顺治十一年八月）
38. 马雄（顺治十一年九月）
39. 巴朗（顺治十三年闰五月）
40. 拜赛（顺治十三年八月。后赠一等）
41. 曹仁先（三等男曹绍宗子，顺治十四年八月由袭爵晋封）
42. 徐大贵（顺治十四年九月）
43. 色靖寇（三等男绰尔奇子，顺治十七年五月由袭爵晋封。后赠一等）
44. 路什（顺治十七年七月。后赠一等）
45. 特锦（顺治十七年八月）
46. 胡宏先（顺治十七年十月）
47. 觉罗勒德浑（顺治中）
48. 兆布泰（顺治中）
49. 喀凯（顺治中）
50. 萨弼图（顺治中）
51. 荆古尔达（顺治中）
52. 色尔格（康熙三年四月）
53. 梁鼎（三等男梁化凤子，康熙十二年四月由袭爵以军功晋封）
54. 额色（康熙十七年四月）
55. 吴云龙（三等男吴士俊孙，康熙二十五年由袭爵以军功晋封）
56. 觉罗塞克森（康熙三十二年十一月）
57. 黑色（三等男巴本从子，康熙三十六年七月由袭爵以军功晋封）
58. 英素（三等男额黑里子。同上）
59. 毛奇塔（三等男布延从子。同上）
60. 逊札齐（赠三等男扩尔坤子，雍正元年由世职兼袭爵并封）
61. 成德（三等男昂昆杜棱四世孙，乾隆二十五年十二月以世职兼袭爵并封）
62. 普尔普（乾隆四十一年正月）
63. 赛冲阿（嘉庆十九年二月）
64. 霍顺武（二等轻车都尉赠骑都尉兼一云骑尉和春子，咸丰十年以袭爵并封）
65. 杨玉科（光绪元年以世职兼袭职并封）
66. 黄万鹏（光绪二十三年六月以世职兼袭爵并封）
67. 余虎恩（光绪二十三年八月以世职兼袭职晋封）
68. 冯国璋（宣统三年十月）

赠二等男者：
1. 金玉和（顺治二年二月）
2. 衮楚克古英（顺治八年正月由三等男赠）
3. 班秩福（顺治十四年八月由三等男赠）
4. 李國英（康熙七年六月）
5. 察珲（康熙十三年由三等男赠）
6. 达礼善（康熙二十五年由三等男赠）
7. 毕理格图（康熙二十五年四月由三等男赠）
8. 爱音查（赠三等男胡申布鲁子，康熙二十五年四月由袭赠）
9. 巴拜（三等男吴尔哲子，康熙二十五年七月由袭爵赠）
10. 宜廷辅（赠二等男宜永贵孙，康熙二十五年七月由袭爵赠）
11. 穆克登布（嘉庆八年三月）
12. 惠龄（嘉庆九年六月）

### 三等男
封三等男者：
1. 巴尔巴图里尔（天命中）
2. 德尔格勒（天命中）
3. 昂洪（一作昂洪达尔汉和硕奇）（天命中）
4. 布尔杭俄（天命中）
5. 图尔奇业布尔登（天命中）
6. 达珠瑚（一作达诸护）（天命中）
7. 介桑贾尔呼齐尔（天命中）
8. 佟镇国（天命中）
9. 李继学（天命中）
10. 穆克谭（天命中。后赠一等）
11. 雅布禅（天命六年）
12. 石天柱（天命七年）
13. 鄂本兑（一作俄本代。天聪四年）
14. 石国柱（天聪六年）
15. 图鲁什（天聪八年。后赠三等子）
16. 昂昆杜梭（天聪八年）
17. 布当（天聪八年）
18. 舒赛（天聪八年）
19. 孙得功（天聪八年）
20. 纳穆泰（天聪九年）
21. 曹绍中（崇德元年）
22. 姜民望（崇德元年）
23. 陈邦选（崇德元年）
24. 阿什达尔汉（崇德二年）
25. 达尔汉和硕奇（崇德三年）
26. 诺木奇（崇德七年）
27. 高赫德（顺治二年二月）
28. 俄奇尔桑（顺治二年二月）
29. 衮楚克古英（顺治三年四月。后赠二等）
30. 阿桑（顺治四年二月）
31. 孟一茂（顺治四年二月）
32. 胡琏（顺治四年二月）
33. 许天宠（顺治四年二月）
34. 刚林（顺治五年）
35. 布延（一作布颜他不能）（顺治五年七月）
36. 刘麟图（顺治五年八月）
37. 赵之龙（顺治五年八月）
38. 郑嘉栋（顺治五年八月）
39. 李朝云（顺治五年八月）
40. 许得功（顺治五年八月）
41. 韩文（顺治五年八月）
42. 喀喀木（顺治七年三月）
43. 卢崇峻（顺治八年）
44. 觉罗科尔昆（顺治九年正月）
45. 绰尔吉（顺治九年正月）
46. 阿喇密（顺治九年正月）
47. 济席哈（顺治九年正月）
48. 绰尔奇（顺治九年正月）
49. 吴尔哲（顺治九年正月）
50. 雅尔纳（顺治九年正月）
51. 艾图（顺治九年正月）
52. 绰克图（顺治九年正月）
53. 苏鲁迈（顺治九年正月）
54. 舒赫（顺治九年正月）
55. 伊拜（一作宜拜）（顺治九年正月）
56. 巴本新泰（顺治九年正月）
57. 科尔科（顺治九年正月）
58. 苏班岱（顺治九年正月）
59. 额对（顺治九年正月）
60. 拆尔门（顺治九年正月）
61. 邬布格德（顺治九年正月）
62. 苏朗（顺治九年正月）
63. 额参侯亨（顺治九年正月）
64. 博尔合兑（顺治九年正月）
65. 马光辉（顺治九年正月）
66. 代都（顺治九年正月）
67. 金声遥（顺治九年正月）
68. 线应琦（顺治九年正月）
69. 吴士俊（顺治九年正月）
70. 鲍敬（顺治九年正月）
71. 王元忠（顺治九年正月）
72. 孟乔芳（顺治九年正月）
73. 班秩福（顺治九年十月。后赠二等）
74. 毕理格图（顺治十三年闰五月。后赠二等）
75. 雅喇（顺治十三年闰五月）
76. 满韬（顺治十三年闰五月）
77. 郑国（顺治十五年十月）
78. 达礼善（顺治十七年。后赠二等）
79. 吴学礼（顺治十七年七月）
80. 额黑里（顺治十七年十月由一等降）
81. 夏景梅（顺治十七年十月）
82. 阿什岱（顺治十七年十二月）
83. 宗室布祜（顺治十八年）
84. 觉罗朗图（顺治十八年）
85. 梁化凤（顺治十八年七月）
86. 郭义（顺治十八年九月）
87. 蔡禄（顺治十八年九月）
88. 萨赛（顺治中）
89. 额尔格图（顺治中）
90. 齐尔格申（顺治中）
91. 真柱恳（顺治中）
92. 舒里浑（顺治中）
93. 赖达哈（顺治中）
94. 色楞（顺治中）
95. 马光先（顺治中）
96. 全建勋（顺治中）
97. 路有良（顺治中）
98. 瑚沙（顺治中由二等降）
99. 谭布（顺治中由二等降）
100. 费雅思哈（康熙元年）
101. 杨学皋（康熙元年十一月）
102. 觉罗诺尔逊（康熙二年三月）
103. 察珲（二等轻车都尉喀兰图子，康熙十二年由袭职并封。后赠二等）
104. 方格（康熙十四年八月）
105. 陈福（康熙十四年八月。后赠三等公）
106. 孙思克（康熙十六年四月。后削，复追赠一等）
107. 多尔吉（康熙十六年十二月）
108. 达都虎（康熙十九年八月）
109. 伊三（康熙二十五年三月）
110. 杜喀（康熙三十六年七月）
111. 高其倬（雍正八年九月）
112. 阿兰泰（骑都尉克什图子，乾隆二十年六月由袭职以军功晋封）
113. 玉保（乾隆二十一年二月）
114. 舒明（乾隆二十一年三月）
115. 孙士毅（嘉庆元年四月。后赠公）
116. 鄂辉（嘉庆元年十二月）
117. 扎克塔尔（嘉庆八年闰二月）
118. 邱良功（嘉庆十四年九月）
119. 百龄（嘉庆二十年九月）
120. 西凌阿（咸丰五年四月）
121. 黄翼升（同治七年以世职并封)
122. 胡子勋（骑都尉赠一等轻车都尉胡林翼子，同治八年十二月以袭职并封）
123. 李光久（骑都尉赠二等轻车都尉兼一云骑尉李续宾子，同治□年以袭职并封）

程建勋（骑都尉兼一云骑尉赠三等轻车都尉程学启子，同治□年以袭职并封）
1. 胡秀挺（一等轻车都尉赠骑都尉彭毓橘子。同治□年以袭职并封）
2. 岑春荣（一等轻车都尉兼一云骑尉岑毓英子，光绪十□年以袭职并封）
3. 张端本（一等轻车都尉兼一云骑尉张曜子，光绪二十三年以袭职并封）

赠三等男者：
1. 觉罗拜三（天聪八年五月）
2. 巴都里（天聪八年十一月。后晋赠三等伯）
3. 孟应春（崇德二年八月）
4. 奇格特魏徵（崇德三年）
5. 罗理（崇德七年八月）
6. 安达理（崇理八年九月）
7. 宜尔格德（顺治十二年六月）
8. 喀尔塔喇（顺治十二年六月）
9. 俄格绰特巴（顺治十二年六月）
10. 充固（顺治十七年七月）
11. 胡申布鲁（顺治十八年正月）
12. 阿哈旦（康熙二年）
13. 阿纳海（康熙三年六月）
14. 宜永贵（康熙十年十一月）
15. 罗布西（康熙十五年）
16. 噶尔都（康熙十七年）
17. 诺罗布（康熙二十五年）
18. 扩尔坤（康熙二十五年）
19. 巴雅尔（康熙三十年九月）
20. 杰士（康熙中）
21. 定寿（雍正九年）
22. 素图（雍正九年）
23. 宋庆（光绪二十八年正月）